# Castelnou (Pirineos Orientales)
Castelnou en francés y oficialmente, Castellnou dels Aspres en catalán, es una pequeña localidad y comuna francesa, situada en el departamento de Pirineos Orientales, región de Occitania y comarca histórica del Rosellón.
El pueblo está clasificado con el sello de calidad de Los pueblos más bellos de Francia, Les plus beaux villages de France. 

## Geografía

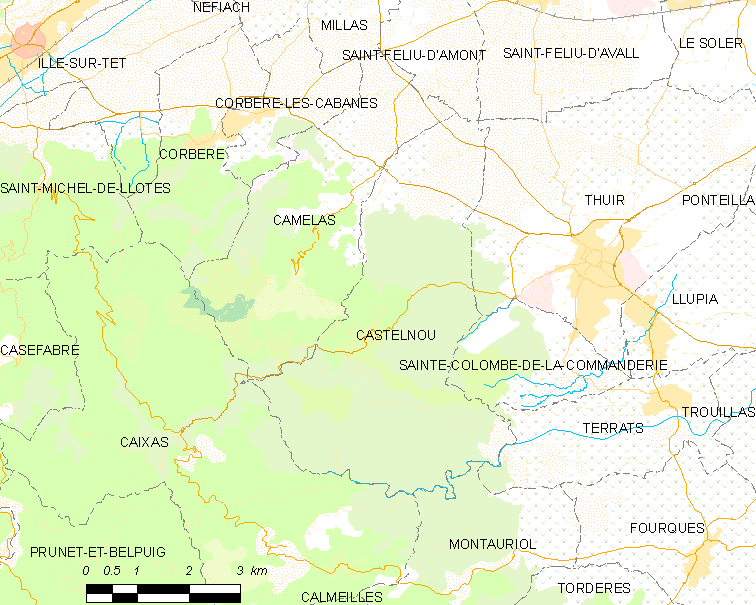
Situación de Castelnou

## Demografía
| 160 | 173 | 159 | 152 | 277 | 331 |
| Para los censos de 1962 a 1999 la población legal corresponde a la población sin duplicidades (Fuente: INSEE [Consultar]) |     |     |     |     |     |

## Lugares de interés
La villa medieval en su conjunto, fortificada y amurallada.

### El castillo vizcondal
El castillo de Castellnou fue construido en el año 990 por el señor feudal de Castellnou. 
En 1003, Guillem de Castellnou fundó el Vizcondado de Vallespir. Su hijo y heredero, Guillem II, cambió la denominación del título, en 1067, pasando a ser Vizcondado de Castellnou. El vizcondado fue vendido en el siglo XIV a la familia de Fenouillet, convirtiéndose en una de las más importantes del Rosellón. 
El castillo fue asaltado y tomado en 1276 por Jaime II de Mallorca, aunque en 1293 volvió a ser tomado por Jaspert V de Castellnou. 
Durante la Revolución francesa, el castillo fue abandonado después de haber sido saqueado. En 1897 fue restaurado y finalmente, en 1981 fue comprado por una sociedad privada que se encarga de la conservación y explotación turística del castillo.

### La iglesia de Sainte-Marie du Mercadal
La iglesia, de estilo románico, construida a principios del siglo XIII, se encuentra mencionada por primera vez en 1259. Está formada por una única nave terminada en un ábside semicircular, aunque fue objeto de algunas reformas en el siglo XVIII, edificándose una sacristía y el campanario. Los muebles interiores datan del barroco, en particular, el retablo del altar mayor.
Situada fuera del núcleo central del pueblo, su nombre proviene por el mercado que se tenía situado en las inmediaciones.